# Aurora-AFX-Formel-1-Serie 1978
Die Aurora-AFX-Formel-1-Serie 1978, auch bekannt als Britische Formel-1-Meisterschaft 1978, war eine Monoposto-Rennserie, die nach dem Reglement der Rennformel 1 ausgefahren wurde, in der aber auch Rennfahrzeuge der Formel 5000 und der Formel Atlantic startberechtigt waren. Die Rennserie begann am 24. März 1978 mit dem International Gold Cup im Oulton Park und endete nach dem zwölften Wertungslauf am 24. September im Snetterton.

## Meisterschaft
1978 fand die erste Saison der Aurora-AFX-Formel-1-Serie statt, bei der insgesamt 38 Piloten versuchten sich für die Rennen zu qualifizieren. Gefahren wurde mit älteren Formel-1- und Formel-5000-Fahrzeugen. Den Gesamtsieg in der Meisterschaft sicherte sich mit fünf Saisonsiegen der Brite Tony Trimmer auf einem McLaren M23.
Durch die älteren Fahrzeuge konnten die Rennen der Aurora-AFX-Formel-1-Serie nicht ganz das Niveau der Formel-1-Weltmeisterschaftsläufe erreichen. Als Beispiel hierfür mag der Große Preis von Großbritannien 1978 in Brands Hatch im Vergleich mit dem Aurora-Rennen auf derselben Rennstrecke dienen. Tony Trimmer versuchte sich vergeblich mit dem McLaren für den Weltmeisterschaftslauf zu qualifizieren und fuhr dabei eine Rundenzeit von 1.21.410. Damit war er Letzter im Qualifikationstraining. Beim Aurora-Rennen erzielte Geoff Lees im Ensign N175 eine Pole-Position-Zeit von 1.22.160 und hätte damit ebenfalls keine Chance gehabt sich für den Grand Prix zu qualifizieren.
Autos des britischen Herstellers March Engineering waren im Starterfeld weit verbreitet. Zum Einsatz kamen ältere Formel-1-, aber auch Formel-2-Chassis sowie Mischversionen wie der March 75A und der March 781. March war in dieser Serie nicht mit einem Werksteam vertreten, unterstützte aber John Macdonalds unabhängigen Rennstall RAM Racing, der in diesem Jahr unter der Meldebezeichnung Team March antrat.

## Teams und Fahrer
| Team                                 | Chassis      | Motor               | Nr. | Fahrer            | Rennen           |
| ------------------------------------ | ------------ | ------------------- | --- | ----------------- | ---------------- |
| Melchester Racing                    | McLaren M23  | Cosworth DFV 3.0 V8 | 1   | Tony Trimmer      | 1–5, 7, 9–10, 12 |
| Melchester Racing                    | McLaren M23  | Cosworth DFV 3.0 V8 | 1   | Divina Galica     | 11               |
| Team March                           | March M75A   | Cosworth DFV 3.0 V8 | 3   | Bruce Allison     | 4–8              |
| Team March                           | March 781    | Cosworth DFV 3.0 V8 | 3   | Bruce Allison     | 9–12             |
| Team March                           | March M75A   | Cosworth DFV 3.0 V8 | 4   | Guy Edwards       | 1–2              |
| Team March                           | March 781    | Cosworth DFV 3.0 V8 | 4   | Guy Edwards       | 3–12             |
| Team March                           | March 781    | Cosworth DFV 3.0 V8 | 21  | Geoff Lees        | 7                |
| Team de Villota Centro Asegurador F1 | McLaren M25  | Cosworth DFV 3.0 V8 | 5   | Emilio de Villota | 1–6, 7, 10–11    |
| Team de Villota Centro Asegurador F1 | McLaren M23  | Cosworth DFV 3.0 V8 | 5   | Emilio de Villota | 8–9, 12          |
| Graham Eden Racing                   | Ralt RT1     | Ford BDG            | 6   | Mike Wilds        | 1–12             |
| Val Musetti                          | March 752    | Cosworth DFV 3.0 V8 | 7   | Val Musetti       | 1–9, 12          |
| Mario Deliotti Racing                | Ensign N177  | Cosworth DFV 3.0 V8 | 7   | Val Musetti       | 10, 11           |
| Mario Deliotti Racing                | Chevron B42  | Hart 420R           | 9   | Geoff Lees        | 11               |
| Mario Deliotti Racing                | Ensign N175  | Cosworth DFV 3.0 V8 | 9   | Geoff Lees        | 1–4              |
| Mario Deliotti Racing                | Ensign N175  | Cosworth DFV 3.0 V8 | 9   | Giancarlo Martini | 5–6              |
| Mario Deliotti Racing                | Ensign N175  | Cosworth DFV 3.0 V8 | 9   | Ray Mallock       | 7                |
| Mario Deliotti Racing                | Ensign N175  | Cosworth DFV 3.0 V8 | 9   | Desiré Wilson     | 8–9              |
| Mario Deliotti Racing                | Ensign N175  | Cosworth DFV 3.0 V8 | 80  | Desiré Wilson     | 10–12            |
| Alo Lawler                           | Surtees TS19 | Cosworth DFV 3.0 V8 | 10  | Alo Lawler        | 1–3              |
| L & B Excavations                    | Ralt RT1     | Hart 420R           | 10  | Alo Lawler        | 6, 8, 11         |
| Stanley BRM                          | BRM P207     | BRM P202 V12        | 11  | Teddy Pilette     | 1–4, 7–12        |
| Stephen South                        | March 782    | Hart 420R           | 12  | Stephen South     | 10               |
| Team Olympus                         | Surtees TS19 | Cosworth DFV 3.0 V8 | 13  | Divina Galica     | 5                |
| Kim Mather                           | Chevron B35D | Ford BDG            | 15  | Kim Mather        | 1–12             |
| F & S Properties                     | Chevron B42  | Hart 420R           | 16  | Boy Hayje         | 5                |
| Chevron Cars                         | Chevron B42  | Hart 420R           | 16  | Elio de Angelis   | 10               |
| Dennis Leech                         | March 761    | Cosworth DFV 3.0 V8 | 16  | Dennis Leech      | 11               |
| J.C. Racing                          | Surtees TS19 | Cosworth DFV 3.0 V8 | 14  | Bob Evans         | 5–6              |
| J.C. Racing                          | Hesketh 308E | Cosworth DFV 3.0 V8 | 14  | Bob Evans         | 7–12             |
| J.C. Racing                          | Hesketh 308C | Cosworth DFV 3.0 V8 | 17  | John Cooper       | 1–8              |
| J.C. Racing                          | Hesketh 308E | Cosworth DFV 3.0 V8 | 17  | John Cooper       | 9–12             |
| J.C. Racing                          | Hesketh 308E | Cosworth DFV 3.0 V8 | 17  | Geoff Lees        | 10               |
| McLaren’s of Boxburn                 | Chevron B35D | Ford BDG            | 18  | Iain McLaren      | 1, 4             |
| McLaren’s of Boxburn                 | Chevron B40  | Hart 420R           | 18  | Iain McLaren      | 9                |
| Jörg Zaborowski                      | March 761    | Cosworth DFV 3.0 V8 | 19  | Jörg Zaborowski   | 3                |
| Adrian Russell                       | March 762    | Ford BDX Swindon    | 20  | Adrian Russell    | 1–12             |
| Boxer Cars                           | Boxer PR276  | Hart 420R           | 22  | Norman Dickson    | 3, 5             |
| Boxer Cars                           | Boxer PR276  | Hart 420R           | 22  | Geoff Brabham     | 6                |
| Boxer Cars                           | Boxer PR276  | Hart 420R           | 22  | Emilio de Villota | 7                |
| Andy Barton                          | Barton JTB3  | Ford BDG            | 23  | Andy Barton       | 4                |
| Andy Barton                          | March 77B    | Ford BDG            | 23  | Andy Barton       | 9                |
| Warren Booth                         | Scott P1     | Ford BDX Richardson | 29  | Warren Booth      | 1, 6, 8          |
| Nigel Clarkson                       | March 762    | Ford BDX            | 30  | Nigel Clarkson    | 1–2, 12          |
| Theodore Racing                      | Wolf WR3     | Cosworth DFV 3.0 V8 | 31  | Dave Kennedy      | 12               |
| BS Fabrications                      | McLaren M26  | Cosworth DFV 3.0 V8 | 36  | Brett Lunger      | 5                |
| Alan Baillie                         | March 752    | Ford BDX            | 38  | Alan Baillie      | 1, 4, 6–7, 11–12 |
| Alan Baillie                         | March 752    | Ford BDX            | 38  | Ray Mallock       | 9                |
| Kevin Bowditch                       | Lola T360    | Ford BDG            | 41  | Kevin Bowditch    | 6–7              |
| Carlo Giorgio                        | March 742    | Hart 420R           | 42  | Carlo Giorgio     | 2, 5             |
| Dr. Joseph Ehrlich                   | March 762    | Hart 420R           | 43  | Brett Riley       | 2, 5             |
| Dicksons of Perth                    | March 772P   | Hart 420R           | 47  | Norman Dickson    | 10–11            |
| Eugen Grupp                          | TOJ F202     | BMW M12             | 64  | Eugen Grupp       | 9                |
| Gerd Biechteler                      | March 761    | Cosworth DFV 3.0 V8 | 65  | Gerd Biechteler   | 4, 6             |
| Österreich ASC                       | March 782    | Cosworth DFV 3.0 V8 | 65  | Gerd Biechteler   | 9                |
| Briggs Racing Enterprises            | Chevron B42  | Hart 420R           | 71  | John David Briggs | 10–11            |
| Don Breidenbach                      | Chevron B42  | Hart 420R           | 77  | Don Breidenbach   | 10–11            |
| Walter Raus                          | March 762    | BMW M12             | 78  | Walter Raus       | 9                |
| Smith & Jones                        | March 742    | BDA Smith           | 90  | Rennfahrer        | 11–12            |
| Willie Wood                          | March 762    | Ford BDX            |     | Willie Wood       | 5                |

## Rennkalender
| Nr. | Datum         | Rennname / Rennstrecke                                    | Sieger            | Fahrzeug     |
| --- | ------------- | --------------------------------------------------------- | ----------------- | ------------ |
| 1   | 24. März      | International Gold Cup (Oulton Park)                      | Tony Trimmer      | McLaren M23  |
| 2   | 27. März      | Evening News Trophy (Brands Hatch)                        | Tony Trimmer      | McLaren M23  |
| 3   | 16. April     | Anglia TV Trophy (Snetterton Motor Racing Circuit)        | Tony Trimmer      | McLaren M23  |
| 4   | 1. Mai        | Sun Trophy (Mallory Park)                                 | Geoff Lees        | Ensign N175  |
| 5   | 15. Mai       | International Whitsuntide Rennen (Circuit Park Zandvoort) | Bob Evans         | Surtees TS19 |
| 6   | 21. Mai       | Donington-Formel-1-Trophy (Donington Park)                | Giancarlo Martini | Ensign N175  |
| 7   | 29. Mai       | Radio 210 Europa Trophy (Thruxton Circuit)                | Tony Trimmer      | McLaren M23  |
| 8   | 24. Juni      | Oulton Park Formel-1-Trophy (Oulton Park)                 | Guy Edwards       | March 781    |
| 9   | 20. Juli      | Dave Lee Travis Trophy (Mallory Park)                     | Bruce Allison     | March 781    |
| 10  | 28. August    | Fuji Tapes Trophy (Brands Hatch)                          | Tony Trimmer      | McLaren M23  |
| 11  | 10. September | Radio Victory Trophy (Thruxton Circuit)                   | Guy Edwards       | March 781    |
| 12  | 24. September | Budweiser Trophy (Snetterton Motor Racing Circuit)        | Dave Kennedy      | Wolf WR3     |

## Fahrer-Meisterschaft

### Gesamtwertung
| Position | Fahrer            | Fahrzeug                                | 1  | 2  | 3  | 4  | 5  | 6  | 7  | 8  | 9  | 10 | 11 | 12 | Gesamt |
| -------- | ----------------- | --------------------------------------- | -- | -- | -- | -- | -- | -- | -- | -- | -- | -- | -- | -- | ------ |
| 1        | Tony Trimmer      | McLaren M23                             | 22 | 20 | 22 | 15 |    |    | 20 |    | 15 | 20 |    | 15 | 149    |
| 2        | Bob Evans         | Surtees TS19 Hesketh 308E               |    |    |    |    | 20 | 12 | 15 | 8  | 4  | 15 | 15 | 4  | 93     |
| 3        | Emilio de Villota | McLaren M23 McLaren M25                 | 15 | 12 | 15 | 12 |    | 8  | 4  |    | 12 | 2  | 3  | 3  | 86     |
| 4        | Guy Edwards       | March 751 March 781                     |    | 10 |    | 1  |    | 15 |    | 20 | 12 |    | 20 |    | 78     |
| 5        | Geoff Lees        | Ensign N175 Chevron B42                 |    | 17 | 12 | 20 |    |    | 2  |    |    | 8  | 10 |    | 69     |
| 6        | Bruce Allison     | Ensign N175 March 751 March 781         |    |    |    | 6  |    |    | 10 | 15 | 20 |    |    | 12 | 63     |
| 7        | Valentino Musetti | Ensign N175 March 752                   |    |    |    | 12 | 4  | 10 | 8  | 12 |    | 6  | 10 |    | 62     |
| 8        | John Cooper       | Hesketh 308C Hesketh 308E Williams FW05 | 12 | 3  |    | 3  | 3  | 4  | 3  | 4  | 2  |    | 1  | 10 | 45     |
| 9        | Mike Wilds        | Ralt RT1                                |    | 6  |    | 4  | 6  |    | 6  | 6  | 3  | 4  |    | 8  | 43     |
| 10       | Desiré Wilson     | Ensign N175 Ensign N177                 |    |    |    |    |    |    |    |    | 6  | 10 | 12 | 6  | 34     |
| 11       | Giancarlo Martini | Ensign N175                             |    |    |    |    | 10 | 22 |    |    |    |    |    |    | 32     |
| 12       | Dave Kennedy      | Wolf WR3                                |    |    |    |    |    |    |    |    |    |    |    | 22 | 22     |
| 13       | Teddy Pilette     | BRM P207                                |    | 8  |    |    |    |    |    | 12 |    |    |    |    | 20     |
| 14       | Divina Galica     | Surtees TS19 McLaren M23                |    |    |    |    | 15 |    |    |    |    |    | 4  |    | 19     |
| 15       | Kim Mather        | Chevron B34                             | 10 |    |    | 8  |    |    |    |    |    |    |    |    | 18     |
| 16       | Boy Hayje         | Chevron B42                             |    |    |    |    | 12 |    |    |    |    |    |    |    | 12     |
| 16       | Elio de Angelis   | Chevron B42                             |    |    |    |    |    |    |    |    |    | 12 |    |    | 12     |
| 16       | Ray Mallock       | Ensign N175 March 752                   |    |    |    |    |    |    | 12 |    |    |    |    |    | 12     |
| 19       | Ian McLaren       | Chevron B35                             | 8  |    |    | 2  |    |    |    |    | 1  |    |    |    | 11     |
| 19       | Adrian Russell    | March 762                               |    | 1  |    |    | 2  | 3  | 2  | 3  |    |    |    |    | 11     |
| 21       | Brett Lunger      | McLaren M26                             |    |    |    |    | 10 |    |    |    |    |    |    |    | 10     |
| 22       | Brett Riley       | March 762                               |    |    |    |    |    |    |    |    | 8  |    |    |    | 8      |
| 23       | Don Breidenbach   | Chevron B42                             |    |    |    |    |    |    |    |    |    | 1  | 6  |    | 7      |
| 24       | Geoff Brabham     | Boxer PR2                               |    |    |    |    |    | 6  |    |    |    |    |    |    | 6      |
| 25       | Walter Raus       | March 762                               |    | 4  |    |    |    |    |    |    |    |    |    |    | 4      |
| 25       | Stephen South     | March 782                               |    |    |    |    |    |    |    |    |    | 2  | 2  |    | 4      |
| 27       | John Briggs       | Chevron B42                             |    |    |    |    |    |    |    |    |    | 3  |    |    | 3      |
| 28       | Carlo Giorgio     | March 742                               |    | 2  |    |    |    |    |    |    |    |    |    |    | 2      |
| 28       | Richard Jones     | March 742                               |    |    |    |    |    |    |    |    |    | 2  |    |    | 2      |
| -        | Andy Barton       | Barton JTB3                             |    |    |    |    |    |    |    |    |    |    |    |    | 0      |
| -        | Gerd Biechteler   | March 761                               |    |    |    |    |    |    |    |    |    |    |    |    | 0      |
| -        | Alain Baillie     | March 752                               |    |    |    |    |    |    |    |    |    |    |    |    | 0      |
| -        | Norman Dickson    | Boxer PR2                               |    |    |    |    |    |    |    |    |    |    |    |    | 0      |
| -        | Dennis Leech      | March 761                               |    |    |    |    |    |    |    |    |    |    |    |    | 0      |
| -        | Alo Lawler        | Surtees TS19                            |    |    |    |    |    |    |    |    |    |    |    |    | 0      |
| -        | Nigel Clarkson    | March 762                               |    |    |    |    |    |    |    |    |    |    |    |    | 0      |
| -        | Jörg Zaborowski   | March 761                               |    |    |    |    |    |    |    |    |    |    |    |    | 0      |
| -        | Eugen Grupp       | Toj F202                                |    |    |    |    |    |    |    |    |    |    |    |    | 0      |

### Punktevergabe
| Position | 1  | 2  | 3  | 4  | 5 | 6 | 7 | 8 | 9 | 10 | Schnellste Runde |
| -------- | -- | -- | -- | -- | - | - | - | - | - | -- | ---------------- |
| Punkte   | 20 | 15 | 12 | 10 | 8 | 6 | 4 | 3 | 2 | 1  | 2                |